# Waigeum thauma
Waigeum thauma är en fjärilsart som beskrevs av Otto Staudinger 1895. Waigeum thauma ingår i släktet Waigeum och familjen juvelvingar. Inga underarter finns listade i Catalogue of Life.